# Iritel Beograd
Iritel Beograd (code BELEX : IRTL) est une entreprise serbe qui a son siège social à Belgrade, la capitale de la Serbie. Elle travaille dans le secteur des télécommunications et de l'électronique.

## Histoire
Iritel Beograd a été admise au libre marché de la Bourse de Belgrade le 24 avril 2007 ; elle en a été exclue le 21 septembre 2012 et a été admise au marché réglementé.

## Activités
Iritel Beograd propose des systèmes de transmission, des commutateurs téléphoniques, des systèmes de communication radio, comme des postes de radio pour l'armée, des radars ou des appareils électroniques militaires. Elle propose encore des systèmes d'alimentation électrique et de la microélectronique. La société s'investit dans la recherche, le développement, la conception, la fabrication, le conseil et la maintenance. La société possède son propre institut de recherche et de développement.

## Données boursières
Le 20 juin 2013, l'action de Iritel Beograd valait 260 RSD (2,26 EUR). Elle a connu son cours le plus élevé, soit 9 499 RSD (82,89 EUR), le 24 mai 2007 et son cours le plus bas, soit 200 RSD (1,74 EUR), le 20 février 2013.
Le capital de Iritel Beograd est détenu à hauteur de 72,04 % par des personnes physiques.